# Willie Ruff
Willie Henry Ruff Jr. (* 1. September 1931 in Sheffield, Alabama; † 24. Dezember 2023 in Killen, Alabama) war ein US-amerikanischer Jazzmusiker (Waldhorn, Kontrabass) und Komponist, der als Hochschullehrer das Jazzprogramm der Yale University aufbaute.

## Leben und Wirken
Ruff lernte während seines Militärdienstes in der Lockbourne Air Force Base bei Columbus (Ohio) Waldhorn, graduierte 1954 an der Yale University, wo er u. a. bei Paul Hindemith studierte, und spielte während des Studiums bei Benny Goodman. 1955 arbeitete er bei Lionel Hampton, bildete schließlich mit dem Pianisten Dwike Mitchell das Mitchell-Ruff Duo und gehörte zu den Gründern des W.C. Handy Music Festival. Das Bass-Piano-Duo Mitchell/Ruff ging auf weltweite Tourneen und gehörte zu den ersten Formationen des Modern Jazz aus den USA, die in Moskau bei einem Konzert am Tschaikowsky-Konservatorium gastierten. Neben Aufnahmen unter eigenem Namen im Duo/Trio mit Mitchell wirkte er 1957 als Hornist bei Gil Evans’ Debütalbum Gil Evans and Ten sowie den Evans/Miles-Davis-Produktionen Miles Ahead (1957) und Porgy and Bess (1958) mit.
Anfang der 1960 stieß der Schlagzeuger Charlie Smith zu Mitchell und Ruff, später ersetzt durch Helcio Milito. Die Formation spielte 1966 im New Yorker Hickory House und begleitete US-Präsident Lyndon B. Johnson bei einer Reise nach Mexiko. Ruff wirkte in den 1960er und Anfang der 1970er Jahre außerdem als Hornist bei Aufnahmen von Milt Jackson (Big Bags, 1962), Beaver Harris (360° Experience - A Well-Kept Secret, 1980), Bobby Hutcherson (Head On, 1971), dem Jazz Composer’s Orchestra (1964), Quincy Jones/Roland Kirk, Blue Mitchell (Smooth as the Wind, 1961), Jimmy Smith, Sonny Stitt (Top Brass, 1962), Lucky Thompson (Lucky Meets Tommy, 1965), McCoy Tyner (1973) mit. 1968 schrieb er die Musik zu dem Kurzfilm Prelude. Im Bereich des Jazz war er laut Tom Lord zwischen 1955 und 1995 an 99 Aufnahmesessions beteiligt, zuletzt mit seinem Duopartner Dwike Mitchell (Breaking the Silence - Standards, Strayhorn & Lullabies).
Als Bassist war er außerdem bei dem Doors-Album Other Voices (1971) bei dem Song „Ships w/Sails“ beteiligt.
Ab 1971 gehörte Ruff der Fakultät der Yale School of Music an, wo er Musikgeschichte, Musikethnologie und Arrangement unterrichtete und 1972 das Duke Ellington Fellowship Program aufbaute. 1976/77 hatte er eine Gastprofessur an der Duke University inne, wo er das Jazzprogramm koordinierte und das Duke Jazz Ensemble leitete.
Neben seinen Lehrtätigkeiten nahm er 1970/71 mit Dwike Mitchell und Dizzy Gillespie auf; 1979 tourte er mit Mitchell in China. 1981 wurde seine Komposition Harmonices Mundi eingespielt, die sich auf den Mathematiker und Musiktheoretiker Johannes Kepler bezieht. 1983 trat er als Solist im venezianischen Markusdom auf. 1994 wurde er in die Alabama Jazz Hall of Fame aufgenommen.
1992 veröffentlichte Ruff bei Viking Press seine Lebenserinnerungen unter dem Titel A Call to Assembly, die mit dem Deems Taylor ASCAP Award ausgezeichnet wurden.

## Diskographische Hinweise
- The Mitchell-Ruff Duo Plus Strings And Brass (Roulette, 1958) mit Julius Baker, (Oboe), Milt Hinton, Elvin Jones
- The Catbird Seat (Atlantic, 1961) Dwike Mitchell, Willie Ruff, Charlie Smith
- After This Message (Atlantic, 1965) mit Dwike Mitchell, Willie Ruff, Helcio Milito
- The Smooth Side of Ruff (Columbia, 1968)
- Strayhorn: A Mitchell-Ruff Interpretation (Kepler)
- Dizzy Gillespie & The Mitchell-Ruff Duo, Vol. 1 (Black-Hawk/Kepler, 1971)
- Breaking the Silence - The Mitchell-Ruff Duo (Kepler)
- Virtuoso Elegance in Jazz - The Mitchell Ruff Duo (Kepler)